# Abbott Elementary
Abbott Elementary és una sèrie de televisió de comèdia de situació estatunidenca creada per Quinta Brunson per a ABC. És protagonitzada per Brunson com a Janine Teagues, una professora de segon grau perpètuament optimista a la primària Abbott, una escola pública fictícia predominantment negra de Filadèlfia. El repartiment del conjunt inclou Tyler James Williams, Janelle James, Lisa Ann Walter, Chris Perfetti, William Stanford Davis i Sheryl Lee Ralph.
La sèrie es va estrenar el 7 de desembre de 2021 i va rebre l'aclamació de la crítica i un fort nombre d'espectadors a Hulu i altres plataformes. La sèrie ha estat nominada a 24 premis Emmy, guanyant-ne quatre, inclosa la millor actriu principal en una sèrie de comèdia per a Brunson. Abbott Elementary també ha guanyat tres Globus d'Or, amb victòries d'actuació per a Brunson i Williams i el premi Globus d'Or a la millor sèrie de televisió: musical o comèdia el 2023. El gener de 2023, la sèrie es va renovar per a una tercera temporada de 14 episodis, que es va estrenar el 7 de febrer de 2024. Tres dies després de l'estrena de la tercera temporada, fou renovada per a una quarta temporada, que es va estrenar el 9 d'octubre de 2024.

## Sinopsi
L'escola primària Willard R. Abbott és una escola pública predominantment negra de Filadèlfia on un equip de documentals està gravant la vida de professors que treballen en escoles mal gestionades i sense finançament. Les condicions a l'escola són dures i la majoria dels professors abandonen al seu segon any. La professora de segon grau Janine Teagues està decidida a ajudar els seus alumnes malgrat les circumstàncies. Treballa amb el professor d'història Jacob Hill; la mestra d'infantil Barbara Howard; i la professora de segon grau Melissa Schemmenti, amiga íntima de la Barbara. Se'ls uneix la nova directora de l'escola, Ava Coleman, i el recent contractat substitut Gregory Eddie.

## Repartiment i personatges
- Quinta Brunson com a Janine Teagues, una professora de segon grau a Abbott que espera millorar la vida dels seus alumnes aprofitant al màxim la mala situació en què el districte escolar fa treballar els professors.
- Tyler James Williams com a Gregory Eddie, al principi un substitut d'un professor de primer grau recentment acomiadat i més tard un professor a temps complet, que ràpidament s'enamora de Janine.[3]
- Janelle James com a Ava Coleman,[5] la directora de l'escola que assetja constantment la Janine i dóna motius al personal per creure que és dolenta en la seva feina, una feina que va rebre després de subornar el superintendent.
- Lisa Ann Walter com a Melissa Schemmenti, una professora de segon grau a Abbott que té connexions qüestionables amb els habitants de Filadelfia que utilitza per ajudar l'escola.
- Chris Perfetti com a Jacob Hill, un professor d'història de sisè grau que fa tot el possible per ajudar la Janine amb els seus plans per millorar Abbott.[3]
- Sheryl Lee Ralph com a Barbara Howard, una mestra religiosa de parvulari, inflexible en mantenir la tradició, i una figura materna de Janine.
- William Stanford Davis com el Sr. Johnson (temporada 2-present; temporada recurrent 1), el conserge excèntric, sobrequalificat i talentós de l'escola.[6]

## Producció

### Fons
Brunson digué que els 40 anys de carrera de la seva mare com a mestra d'escola la inspiraen a crear Abbott Elementary, que porta el nom de Joyce Abbott, una de les seves mestres de primària. La sèrie s'ambienta a la ciutat natal de Brunson, Filadèlfia. Va dir que Barbara Howard (interpretada per Sheryl Lee Ralph) es basa en la seva mare.

### Desenvolupament

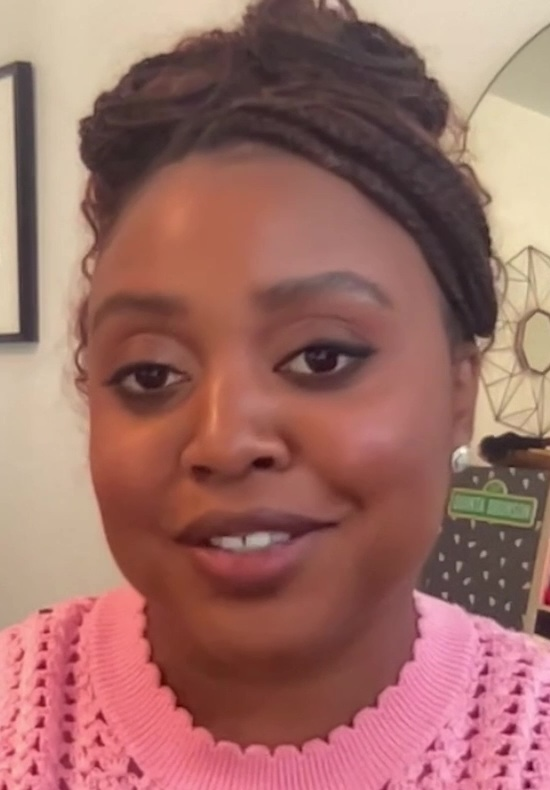
Quinta Brunson (a la foto) va crear Abbott Elementary

El 3 de setembre de 2020, un pilot de comèdia sense títol protagonitzat per Brunson va aconseguir el pas a de pilot a l'ABC amb Brunson, Justin Halpern i Patrick Schumacker com a productors executius.
El febrer de 2021, ABC va donar al projecte una ordre pilot oficial, originalment amb el títol de Harrity Elementary. Al maig, el projecte va rebre un ordre de sèrie amb un nou nom d'Abbott Elementary. El rodatge de la primera temporada va començar el 16 d'agost de 2021 a Los Angeles, Califòrnia, i va concloure el 5 de novembre de 2021. A l'agost, tres membres de la tripulació van donar positiu per COVID-19, però la producció no es va veure afectada.
La primera temporada s'estrenà el 7 de desembre de 2021, i va concloure el 12 d'abril de 2022, que consta de 13 episodis. El 14 de març de 2022, just abans que conclogués la primera temporada, la sèrie es va renovar per a una segona temporada. El primer dia de rodatge de la segona temporada fou el 18 de juliol de 2022. El 21 de juliol de 2022, ABC va ordenar la segona temporada de 22 episodis, donant-li una temporada completa. La segona temporada es va estrenar el 21 de setembre de 2022. L'11 de gener de 2023, ABC va renovar la sèrie per a una tercera temporada. El maig de 2023, es va produir la vaga del Writers Guild of America que va afectar la producció de la tercera temporada. La tercera temporada es va estrenar el 7 de febrer de 2024. Tres dies després de l'estrena de la tercera temporada, va ser renovada per a una quarta temporada.

### Càsting
El març de 2021, es va anunciar que Tyler James Williams, Janelle James, Lisa Ann Walter, Chris Perfetti i Sheryl Lee Ralph protagonitzaran la sèrie al costat de Brunson. Al novembre del mateix any, es va confirmar que William Stanford Davis seria el senyor Johnson, el conserge.
El juliol de 2022, pocs mesos abans que la sèrie tornés per a la seva segona temporada, es va anunciar que Davis seria ascendit a sèrie regular per a la temporada. A més, una setmana abans de l'estrena de la temporada es va anunciar a través de The Wrap que la temporada veuria la introducció de diverses estrelles convidades, com Lauren Weedman com Kristen Marie, Leslie Odom Jr. com Draemond Winding i Keyla Monterroso Mejia com Ashley Garcia, tots els quals van aparèixer durant els vuit primers episodis de la temporada.